# PEACH!
『PEACH!』（ピ－チ）は、遊人による日本の漫画。『週刊ヤングサンデー』（小学館）に連載された。

## 登場人物
斉藤法師
主人公。英会話スクールの講師。25歳。童貞。
清澄桃香
ヒロイン。大学一年生。法師に一目惚れをする。19歳。
涼子
法師の結婚相手。結婚式で元彼と逃避行する。
健次
涼子の元彼。
桜千絵里
英会話スクールの社長。法師をスカウトする。
青木林檎
英会話スクールの生徒。コスプレイヤー。19歳。
白井百合
桃香の妹。泳ぐのが苦手。
馬場奈々
英会話スクールの生徒。19歳。
太田
法師の友人。
茶頭願
茶頭グループの社長。29歳。
女流巧
桃香の主治医。
門
警備員の老人。茶頭願の父親で会長。
奥名西香
英会話スクールの生徒。レースクイーン。19歳。
夏蜜柑
英会話スクールの生徒。ナース。
小田葡萄
英会話スクールの生徒。巫女。

## 単行本
- 遊人『PEACH!』 小学館〈ヤングサンデーコミックス〉、全10巻
  1. 2001年5月5日発行、ISBN 4-09-152561-X
  2. 2001年7月5日発行、ISBN 4-09-152562-8
  3. 2001年11月5日発行、ISBN 4-09-152563-6
  4. 2002年2月5日発行、ISBN 4-09-152564-4
  5. 2002年5月5日発行、ISBN 4-09-152565-2
  6. 2002年8月5日発行、ISBN 4-09-152566-0
  7. 2002年11月5日発行、ISBN 4-09-152567-9
  8. 2003年4月5日発行、ISBN 4-09-152568-7
  9. 2003年5月5日発行、ISBN 4-09-152569-5
  10. 2003年7月5日発行、ISBN 4-09-152570-9